# Марстон, Джон
Джон Марстон (англ. John Marston; 7 октября 1576, Ковентри, Уэст-Мидлендс — 25 июня 1634, Гэмпшир) — английский сатирик и драматург. Один из самых энергичных сатириков шекспировской эпохи, наиболее известным произведением которого является «Недовольный» (1604), в котором он обличает беззакония похотливого двора. Он писал её, как и другие крупные произведения, для различных детских трупп, организованных групп мальчиков-актёров, популярных во времена Елизаветы и Якова.

## Биография
Джон Марстон происходил из зажиточной семьи, по отцу принадлежал к известному роду Марстонов из Шропшира. Отец будущего драматурга, также Джон Марстон, третий сын Ральфа Марстона из Гейтона (или Хейтона). Джон Марстон-старший имел юридическое образование (учился в Миддл-Темпл) и был адвокатом. Мать, Мэри, в девичестве Гуарси (Guarsi), вероятно, была родственницей Бальтазаре Гуарси, бывшего врачом королевы Екатерины Арагонской. Марстон получил образование в Оксфордском университете, с 1595 года жил в Миддл-Темпл.

## Литературная деятельность
В 1598 году дебютировал с поэмой «Метаморфозы образа Пигмалиона» (англ. The Metamorphosis of Pigmalion Image), за которой последовал сборник сатир под заглавием «Бич Мерзостей» (англ. The Scourge of Villanies). Сладострастие картин в первой и смелость обличений в связи с беззастенчивостью подробностей во втором стали причиной того, что оба эти произведения были сожжены по приказу церковных властей. В 1599 году Марстон начал писать для театра, в это время имя Марстона упоминалось в числе драматургов, работавших на антрепренёра Хенслоу.
В 1601 году он поставил на сцене первую часть своей пьесы «Антонио и Меллида» (которая была написана, по некоторым источникам, в 1599 году), где задел Бена Джонсона, а последний вывел Марстона под именем Криспина в своей комедии «Рифмоплёт» (англ. Poetaster); полемика между ними обострилась до того, что, по рассказу Бена Джонсона, последний дрался с Марстоном и вырвал из его рук пистолет. Скоро, однако, они примирились: в 1604 году Марстон посвятил Бену Джонсону свою комедию «Недовольный», а в 1605 году они вместе поставили на сцену сатирическую комедию «Эй, к востоку» (англ. Eastward Но), за которую подверглись аресту.
После очередного тюремного заключения в 1608 году, предположительно, за клевету, Марстон оставил незаконченной «Ненасытную графиню», свою самую эротическую пьесу, и вступил в Англиканскую церковь.
Остальные пьесы Марстона: вторая часть «Антонио и Меллиды» (под заглавием «Месть Антонио», 1602); «Недовольный» (1604); «The dutch Courtezan» (1605); трагедия «Софонисба», комедии «Паразит» (1606) и «What you will» и трагедия «The Insatiate Countess», изданная в 1613 году, но почему-то не включённая в вышедшее в 1633 году полное собрание произведений Марстона.
Как сатирик Марстон отличался грубостью тона и смелостью литературных обличений. Не довольствуясь более или менее прозрачными намёками, он нередко называл адресатов своей сатиры чуть не по именам. В предисловии к «Scourge of Villanies» он писал, что обличать пороки, не называя имён, так же бесполезно, как казнить по французскому обычаю, in absentia. Современники называли его английским Аретино. Как драматург Марстон занимал своего рода середину между Кидом и Марло, с одной стороны, и непосредственными последователями Шекспира — с другой. Драмы его по своей постройке напоминают пьесы Уэбстера и Форда. В созданных им образах нет гармонии и меры; он любил выводить характеры исключительные как своими злодействами, так и своими страстями, это, а также сложная интрига в пьесах являлось характерными чертами драмы позднего Возрождения. Его первые пьесы своей напыщенной дикцией напоминают Кида; в последующих уже заметно смягчающее влияние Шекспира. Сочинения Марстона неоднократно переиздавались в последующие столетия (например, Лондон, 1856 и 1887). Сатиры и поэмы Марстона были изданы Гросартом в его «Occasional Issues».

## Служение церкви
В 1609 году он стал диаконом, женился на дочери капеллана Якова I и в 1616 году принял духовный пост в Крайстчерче, графство Гэмпшир. В 1633 году он, по-видимому, настоял на исключении своего имени из сборника шести его пьес, «Сочинений Джона Марстона», который был переиздан анонимно в том же году.
С 1613 года о Марстоне ничего не слышно до самой его смерти. Можно догадываться, что это молчание было со стороны Марстона актом раскаяния в литературной деятельности, ибо он окончил жизнь священником.

## Основные произведения

### Поэмы
- «Метаморфозы образа Пигмалиона» («The Metamorphosis of Pigmalion Image»).

### Сатирические произведения
- Сборник «The Scourge of Villanies» («Бич Мерзостей»).

### Пьесы
- «Антонио и Меллида»;
- «Недовольный»;
- «Eastward Но» (рус. «Эй, к востоку») — в соавторстве с Бен-Джонсоном;
- «Ненасытная графиня», (неоконч.);
- «Недовольный» (1604);
- «The dutch Courtezan» (1605);
- трагедия «Софонисба»,
- комедия «Паразит» (1606);
- комедия «What you will»;
- трагедия «The Insatiate Countess».